# 利吉丹岛
利吉丹岛位于东马来西亚沙巴州斗湖省东南西里伯斯海中，距仙本那Tutop角约12海里，卡帕莱岛以东12海里，西巴丹岛以东15海里。利吉丹岛属于利吉丹环礁中最大的一部分，位于环礁的最东端。整个环礁南北长约20公里，东西宽约15公里。岛南端建有一座灯塔。
该岛与西巴丹岛的主权曾在马来西亚和印度尼西亚两国之间存在争议。2002年国际法院裁决利吉丹岛和西巴丹岛的主权属于马来西亚。国际法院在裁决中指出，对于像利吉丹岛和西巴丹岛这样的无人居住或无人永久居住、且经济价值不大的争议地区，建立完善的行政机构进行有效控制通常很少见，因此，马来西亚在这些岛屿上所进行的控制和管理收集龟蛋、保护鸟类的、修建和维护灯塔和航行辅助物等措施，就足以构成实际控制。
由于在2000年遭菲律宾武装分子入侵，该岛与西巴丹岛一起被纳入国家安全理事会管辖。2019年7月8日，首相马哈迪·莫哈末原则上同意将这两个岛屿的管理权从国安理事会交还给由沙巴旅游、文化和环境部下的沙巴政府，一旦联邦内阁批准该请求，接管工作将完成。
2021年4月13日，首相慕尤丁在一場关于1963年马来西亚协定（MKMA63）特别委员会的会议中，宣布將利吉丹岛的管轄權完全轉交給沙巴州政府管理，並將有關該島的管理權至于1959年《保护区和保护面積法令》的保護之下，由沙巴公園监督，但安全保障仍由中央联邦政府負責。